# 섬란 카구라 ESTIVAL VERSUS -소녀들의 선택-
섬란 카구라 EV -소녀들의 선택-(일본어: 閃乱カグラ ESTIVAL VERSUS -少女達の選択-, Senran Kagura: Estival Versus)은 탬소프트가 개발하고 엑시드 게임스가 배급한 핵 앤드 슬래시 비디오 게임이다. 섬란 카구라 -소녀들의 진영- 시리즈의 일부이다. 2016년 3ㅝㄹ 16일에 플레이스테이션 4와 플레이스테이션 비타용으로 출시되었으며 PC용으로는 2017년 3월 17일 출시되었다. 라이벌 쿠노이치 학교의 소녀들이 신비의 열대섬과 같은 세상으로 텔레포트된다. 게임플레이와 스토리 면에서 좋은 평가를 받았으나 무거운 팬 서비스는 비판을 받았고 일부 평론가들은 이 엣치 주제들이 캐주얼 플레이어들에게는 너무 정도가 세다고 평했다.